# Fåborg Kirke
|  | Mente du købstadskirken Helligåndskirken i Faaborg på Fyn? |
Fåborg kirke ligger i Fåborg sogn, Skast Herred, Ribe Amt.

## Eksterne kilder og henvisninger
- Wikimedia Commons har flere filer relateret til Fåborg Kirke
- Fåborg Kirke Arkiveret 19. september 2015 hos  Wayback Machine hos KortTilKirken.dk
- Fåborg Kirke Arkiveret 31. august 2014 hos  Wayback Machine i bogværket Danmarks Kirker (udg. af Nationalmuseet)